# Jon Ersson
Jonas Eriksson Nyholm, född 24 november 1854 i Koldemo i Arbrå socken i Gävleborgs län, död där 3 november 1939
var en svensk hemmansägare och spelman.

## Biografi
Jon Ersson var spelkamrat till Lillback Olof Olsson vilken oftast spelade andrastämman - sekunden. De var väldigt samspelta och behärskade det sätt att sekundera som var vanligt i Alfta- och Arbråtrakten. Ersson och Olsson var viktiga traditionsbärare och arvet förvaltas nu av bl.a. Ulf Störling och Vänster-Olle Olsson (son till "Olles Jonke").